# Базилевский, Владимир Александрович
Владимир Александрович Базиле́вский (укр. Володи́мир Олекса́ндрович Базиле́вський; род. 1937) — советский и украинский поэт, публицист, эссеист, литературный критик и переводчик, журналист.

## Биография
Родился 14 августа 1937 года в селе Павлыш (ныне Александрийский район, Кировоградская область, Украина). В 1962 году окончил филологический факультет ОГУ имени И. И. Мечникова.
Работал корреспондентом газет «Черноморская коммуна» (Одесса), «Кировоградская правда» (Кропивницкий), старшим редактором издательства «Промінь» (Днепр), руководил литературной студией в Кировограде.
Член СПУ с 1972 года.
Живёт и работает в Киеве. Член комитета Национальной премии Украины имени Т. Шевченко (с сентября 1999 года).

## Творчество
Дебютировал как поэт в 1954 году.
Автор сборников поэзии:
- «Поклик простору» (1977),
- «Допоки музика звучить» (1982),
- «Чуття землі небесне» (1983),
- «Труди і дні» (1984),
- «Вибране» (1987),
- «Колодязь» (1988),
- «Вертеп» (1992),
- «Вокзальна площа» (1995) и др.

Автор литературного проекта «Стріла. Українські поети XX століття. Суб’єктивна антологія», многочисленных публикаций в прессе, двухтомника «Холодний душ історії» и «Лук Одіссеїв».

## Награды и премии
- премия имени Павла Тычины (1990) — за книгу «Колодец»
- премия имени Владимира Свидзинского (1990) — за поэтические сборники «Виварий» и «Конец навигации»
- Государственная премия Украины имени Тараса Шевченко (1996) — за сборник стихов «Вертеп»
- премия имени Евгения Плужника (2006) — за книгу «Крик зайца»
- Международная литературная премия имени Пантелеймона Кулиша (2006) — за книгу «Холодный душ истории»